# 杏山路
杏山路是中華人民共和國上海市普陀區一條西北-東南走向道路，西北起自梅川路，東南至中山北路，全長1200米，寬10至17米，道路於1952年拓寬改建，道路原名杏堤路，後來更名為杏山路，路名來自於黑龙江省哈尔滨市双城市杏山鎮。